# Barnoldby le Beck
Barnoldby le Beck est une paroisse civile et un village du Lincolnshire, en Angleterre.